# Catedral de Upsala

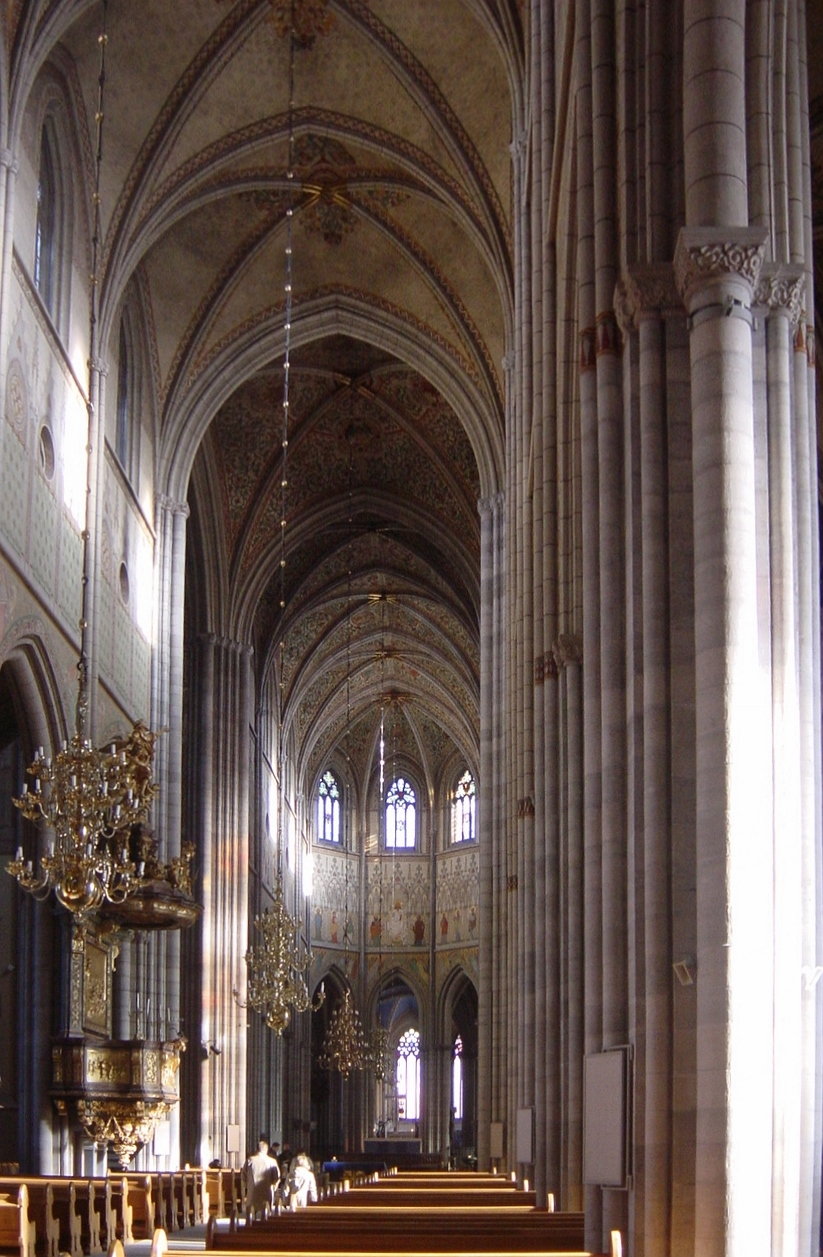
Nave central de la catedral

La catedral de Upsala (en sueco: Uppsala Domkyrka) es una catedral luterana en la ciudad de Upsala, Suecia. Sus orígenes se remontan a fines del siglo XIII, es el edificio eclesiástico más alto de Escandinavia, al tener 118,7 metros de alto. Originalmente construida como catedral católica y como sede de las coronaciones de los monarcas suecos, desde la Reforma protestante ha sido controlada por la Iglesia luterana de Suecia. Es la sede del arzobispo de Upsala, el primado de Suecia y es el Santuario Nacional de la Iglesia de Suecia.

## Historia
La construcción de la catedral empezó en el siglo XIII, y tardó algo más de un siglo en ser completada. La intención de eclipsar a la colosal catedral de Nidaros en Noruega.
La catedral de Upsala fue inaugurada en 1435 por el arzobispo Olaus Laurentii, aunque todavía no había sido terminada. Fue dedicada a los santos Lorenzo, muy amado entonces en toda Suecia; Erico el Santo y San Olaf, patrón de Noruega. Después de ser completada en las décadas siguientes, ha sido dañada y reparada varias veces, por lo que su apariencia ha cambiado significativamente. Sin embargo, su tamaño y forma se han conservado bastante a pesar del tiempo. En la Edad Media, la catedral debía lucir mucho más enorme que ahora, dado que la mayoría de los edificios tenían un máximo de dos pisos. La catedral resultó gravemente dañada en 1702 en un terrible incendio, siendo restaurada con posterioridad. Las torres gemelas de la catedral se incluyeron a finales del siglo XIX.
La catedral era el lugar en donde se celebraban las coronaciones de los reyes suecos desde la Edad Media hasta finales del siglo XVII. A partir de entonces, la catedral de Estocolmo ("Storkyrkan") ha sido la iglesia oficial de las coronaciones de los monarcas.

## Características
La catedral de Upsala está hecha de ladrillo local, dando a la estructura un curioso y único color rojo que ilumina el paisaje en invierno, y brilla con la puesta del sol en verano. El templo tiene tres naves y pequeñas capillas laterales, una de estas capillas contiene murales que representan la leyenda de San Erik, el santo patrón de Suecia. Las escenas muestran su coronación, la cruzada a Finlandia, y la eventual ejecución a manos de los daneses. También destacan las reliquias del santo que se encuentran en un relicario de oro, en una capilla de la nave.
También hay un pequeño museo que contiene reliquias eclesiásticas. En el exterior, se encuentra el cementerio de la catedral, que cuenta con muchas lápidas talladas con escritura rúnica.

## Actos solemnes realizados en esta catedral

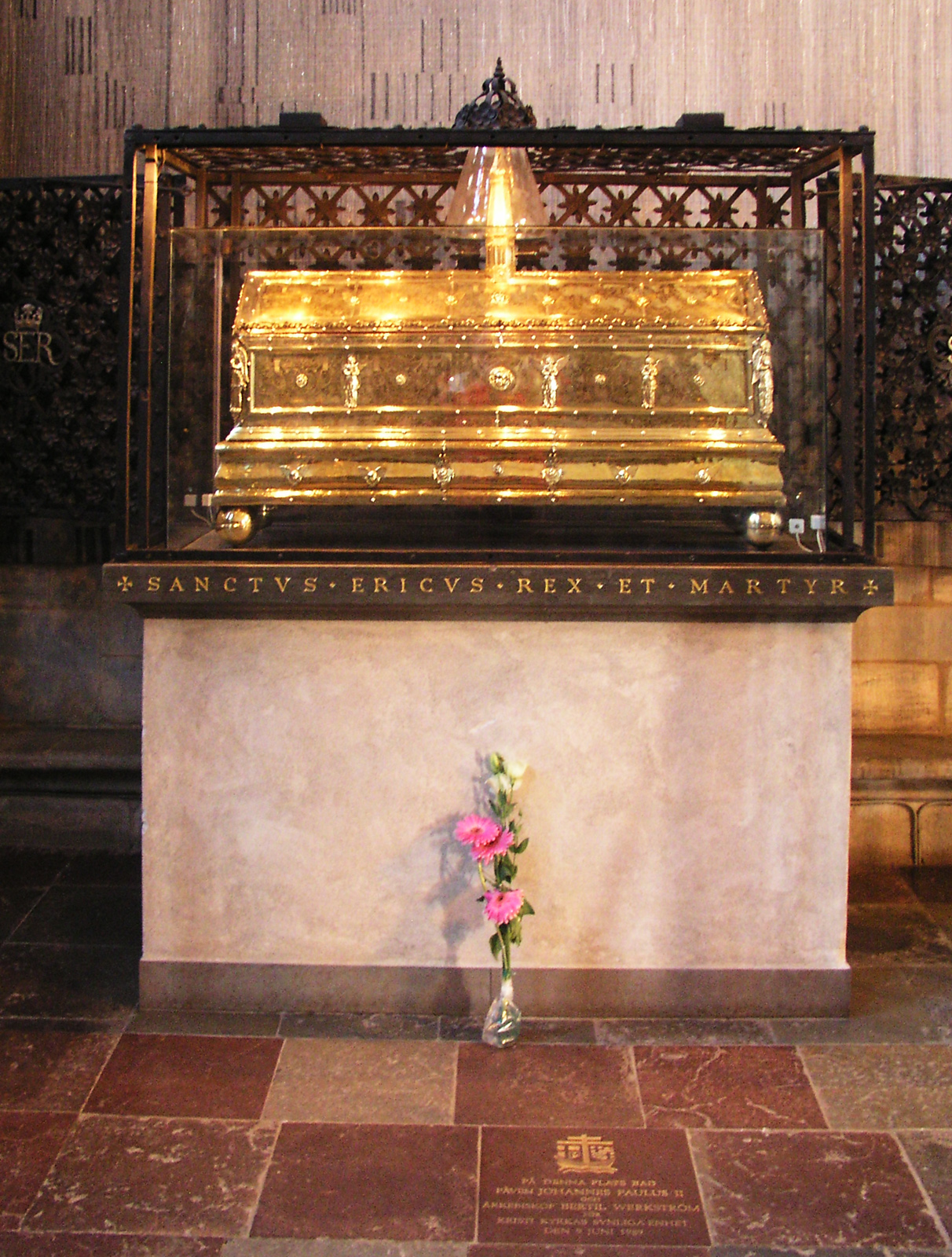
Urna de oro que contiene las reliquias de San Erik

- Coronación como rey de Segismundo Vasa, hijo de Juan III, el día 19 de febrero de 1594.

Enterrados en esta catedral se hallan:
- Erico el Santo, rey de Suecia del siglo XI.
- Gustavo Vasa, Gustavo I, rey de Suecia del siglo XVI.

y su primera esposa Catalina de Sajonia-Lauemburgo, su segunda esposa Margarita Eriksdotter, y su tercera esposa Catalina Stenbock.
- Juan III de Suecia, rey de Suecia, hijo de Gustavo Vasa y su mujer Catalina Jagellón.
- Magnus Stenbock, militar del siglo XVIII.
- Carlos Linneo, botánico renombrado del siglo XVIII y su esposa Sarah Elisabeth Moraea e hijo Carlos Linneo el Joven, naturalista.
- Emanuel Swedenborg, científico y místico del siglo XVIII.
- Nathan Söderblom, notable arzobispo, de finales del siglo XIX y el siglo XX.